# نان، عشق و رؤیاها (مجموعه تلویزیونی)
نان، عشق و رؤیاها (کره‌ای: 제빵왕 김탁구) یک مجموعهٔ تلویزیونی کره جنوبی سال ۲۰۱۰ با بازی یون شی-یون، یوجین، جو وون و لی یونگ-آه است. این مجموعه از ۹ ژوئن تا ۱۶ سپتامبر ۲۰۱۰، روزهای چهارشنبه و پنجشنبه ساعت ۲۲:۰۰ (کی‌اس‌تی) از کی‌بی‌اس۲ برای ۳۰ قسمت پخش شد.
این مجموعه یکی از پربیننده‌ترین برنامه‌های پخش شده در سال ۲۰۱۰ کره جنوبی بود و قسمت آخر آن به رتبه‌بندی ۵۰٫۹٪ رسید.

## بازیگران

### اصلی
- یون شی-یون در نقش کیم تاک گو
- یوجین در نقش شین یو کیونگ
- جو وون در نقش گو ما جون / سو ته جو
- لی یونگ-آه در نقش یانگ می سون